# Sult
 For alternative betydninger, se Sult (flertydig). (Se også artikler, som begynder med Sult)
 Der er for få eller ingen kildehenvisninger i denne artikel, hvilket er et problem. Du kan hjælpe ved at angive troværdige kilder til de påstande, som fremføres i artiklen.

Sult er et ønske om eller en mangel på mad, og kan anvendes som metafor for andre former for ønsker, eksempelvis kan man sulte efter kærlighed eller en sejr i sport. Almindeligvis bruges sult dog om tilfælde af udbredt fejlernæring eller fattigdom i en befolkning, typisk på grund af fattigdom, mangel på politisk stabilitet eller dårlig høst. Ordet bruges dermed almindeligvis som synonymt med hungersnød.
At være sulten betyder, at man er parat til sit næste måltid. Efter længere tid, hvor man ikke har været i stand til at spise, bliver sultfølelsen erstattet af egentlig sult. Sult driver typisk folk til at indtage ting, der ikke har nogen ernæringsmæssig værdi, såsom græs og jord, blot for at få maverne fyldt. Almindeligvis bruges sult om en ufrivillig tilstand, sultestrejker er dog et eksempel på, at man frivilligt udsætter sig for sult.
Sult er stadig et internationalt problem i år 2005. Ifølge FN var 850 millioner mennesker underernærede i 1999 til 2005, og antallet af sultende har været stigende i absolutte tal i de seneste år.
Der er mange holdninger om, hvorfor sult til stadighed er et problem, og hvad det er, der skaber problemerne. Nogle giver skylden på dårlig regeringsførelse i de lande, der ofte har sult. De, der tager udgangspunkt i moderniseringsteori mener typisk, at der er tale om en tilstand, der vil opstå, indtil lande kommer ud af deres uudviklede tilstand. Afhængighedsteorien mener, at der er tale om en situation, der vil opstå i lande, der er holdt fast i en landbrugseksport af deres situation på det internationale marked.
Således mener nogle, at selvstændighed på fødevarer er afgørende for lande. Frankrig har typisk været fortaler for dette i EU, og dette har været afgørende for landbrugsstøtteordningerne i EU. De mener derfor, at organisationer som IMF og Verdensbanken har været med til at skabe en situation, hvor landenes landbrugsjord anvendes til andre formål end landbrug. IMF og Verdensbanken selv mener, at sult bedst udryddes ved, at landene deltager på verdensmarkedet for derved at fjerne deres fattigdom. I tilfælde af fejlslagen høst kan landene så købe fødevarer på verdensmarkedet.
Amartya Sen vandt sin 1998 Nobelpris for sit arbejde med at demonstrere, at sult i moderne tid typisk ikke skyldes mangel på fødevarer, men snarere problemer med fordelingen af madvarer på grund af manglende infrastruktur og/eller dårlig regeringsførelse i den tredje verden.